# Tim Frazer
Tim Frazer ist ein deutscher Fernsehsechsteiler nach einer Vorlage des britischen Autors Francis Durbridge, das der WDR 1962 produzierte und im Januar 1963 erstmals im Deutschen Fernsehen ausstrahlte.
Nachdem die ersten beiden Durbridge-Sechsteiler Der Andere und Es ist soweit bereits sehr erfolgreich gewesen waren, wurden sie 1962 von dem Mehrteiler Das Halstuch bei Weitem übertroffen. Er ist als größter Straßenfeger des Deutschen Fernsehens legendär geworden. Als dann ein Jahr darauf Tim Frazer im deutschen Fernsehen ausgestrahlt wurde, erreichte auch diese Serie beim Fernsehpublikum großen Erfolg.

## Handlung
Tim Frazer wartet seit über einer Woche in dem Gasthof „The Three Bells“ in dem kleinen Fischerdorf Henton vergeblich auf seinen Freund und ehemaligen Geschäftspartner Harry Denston, der ihn brieflich dorthin bestellt hat. Denston, der bei Frazer noch erhebliche Schulden hat, ist seit einigen Tagen spurlos verschwunden. Beide hatten ein Ingenieurbüro in London, das wegen Denstons Leichtsinnigkeit in Liquidation gehen musste. Selbst dessen Verlobte Helen Baker hat keine Ahnung, wo er steckt.
Wenige Tage zuvor war ein sowjetischer Frachter während eines sehr schweren Sturmes in der Nähe von Henton gestrandet. Einer der geretteten Matrosen, mit Namen Anstrow, musste wegen seiner lebensgefährlichen Verletzungen im Gasthof von Norman Gibson untergebracht werden, da in dem kleinen Krankenhaus des Ortes kein Platz mehr war. Trotz der Bemühungen des ortsansässigen Arztes Dr. Killick stirbt der Mann an seinen schweren Verletzungen. Vor seinem Tod rief er öfter den Namen Anja.
Als Frazer dabei hilft, die Hinterlassenschaft des Matrosen zu ordnen, nimmt er einen Londoner Garagenschein an sich, der offensichtlich nur irrtümlich unter die Sachen geraten sein konnte, was auch der Kapitän des gestrandeten Schiffes, Nikijan, vermutet.
Zurück in London, bittet ihn Charles Ross zu sich, der Leiter einer nicht näher bezeichneten Regierungsdienststelle. Ross und sein Mitarbeiter Crombie bitten Frazer darum, für sie Harry Denston zu finden, der in Henton anscheinend mit Anstrow zusammentreffen wollte.
Als erste Spur erweist sich der Garagenschein, der für Denstons Wagen ausgestellt wurde. Im Handschuhfach entdeckt er ein Brillenetui mit Adresse, das einer Ruth Edwards gehört. Etwas erstaunt stellt er bei seinem Besuch bei Mrs. Edwards fest, dass sie und ihr Mann Donald eine Ziehtochter mit dem Namen Anja haben.
Der harmlos wirkende Donald Edwards baut Schiffsmodelle, die er Frazer vorführt. Mit der Nachbildung des Segelschiffes „Northstar“ ist er aber nicht so recht zufrieden, da er die Vorlage zu seiner Arbeit für fehlerhaft hält.
Edgar Tupper, ein Tankstellenbesitzer, interessiert sich auffallend für Denstons Wagen, einen gebrauchten Hillman Minx. Zu einem deutlich überhöhten Preis verkauft ihm Frazer das Fahrzeug. Vor der Fahrzeugübergabe verabredet er sich mit Arthur Crombie in seiner Wohnung. Doch dort findet er den sterbenden Crombie mit einem Messer im Rücken vor. Dessen letzten Worte sind: „Die Northstar, Frazer, die Northstar.“ Als Frazer auf dem Kaminsims das Modell dieses Schiffes entdeckt, verlässt er sofort die Wohnung und eilt zu Charles Ross, mit dem er dann später wieder zurückkehrt. Doch nun sind die Leiche und das Modell der Northstar verschwunden.
Ross lässt am nächsten Tag heimlich Tuppers Tankstelle überwachen. Auf einer Filmaufnahme identifiziert Frazer den Mann, für den Tupper den Hillman gekauft hat, als Kapitän Nikijan.
Helen Baker und Frazer entdecken in einem Koffer Denstons ausgerechnet ein gerahmtes Bild der Northstar. Damit fährt er erneut zu Edwards, der das Bild mit seiner eigenen Modellvorlage vergleicht und eine völlige Übereinstimmung zwischen beiden Stichen feststellt. Frazer überlässt Edwards das Bild leihweise und erwirbt dafür das Modell der Northstar. Als er zu Hause das Schiff aus der Verpackung nimmt, entdeckt er einen Zettel mit der Aufschrift „Anstrow ist nicht tot“.
Tim trifft mit Dr. Killick eine Verabredung in Henton, um ihn über Anstrows Tod zu befragen. Während der Unterhaltung im Gasthaus erhält er unerwartet einen Anruf von Harry Denston. Nach einigem Zögern erklärt sich dieser bereit, am kommenden Sonntag Frazer in dessen Wohnung aufzusuchen.
Aber anstelle von Denston erscheint Helen Baker, die ihren Verlobten zwei Tage zuvor in einer Fernfahrerkneipe getroffen haben will und dort für Frazer 5.000 Pfund erhalten haben soll. Als sie sich unbeobachtet glaubt, fotografiert sie das Modell der Northstar.
Während eines Besuchs der Fernfahrerkneipe von Ma Dodsworth trifft Frazer einen Mann namens Lester, der ihn vor weiteren Einmischungen in diese Angelegenheit warnt.
Bei einer Begegnung mit Ruth Edwards erfährt er, dass der tote Matrose in Henton nicht Anstrow war. In einem Geschäft, das Schiffsmodelle verkauft, erhält Frazer das Foto der Northstar, welches Helen Baker in seiner Wohnung aufgenommen hat.
Vor einem geplanten Treffen mit Tim Frazer verunglückt Mrs. Edwards mit ihrem Wagen schwer. Bevor sie ohnmächtig wird, kann sie dem zufällig anwesenden Frazer mitteilen, dass Helen ihren Verlobten Denston nicht getroffen hat, aber genau weiß, wo dieser sich jetzt aufhält.
Frazer gibt sich der Kneipenbesitzerin Ma Dodsworth gegenüber als Kriminalbeamter von Scotland Yard aus und erfährt so, dass Helen Baker und Harry Denston nie bei ihr gewesen sind. Sie selbst habe nur im Auftrag von Edgar Tupper gehandelt. Nachdem Tupper eine wichtige Information, die zu Helen Baker führt, an Frazer für 200 Pfund verkauft hat, wird er in seiner Tankstelle von Lester erschossen.
Frazer gelingt es, Helen eine Falle zu stellen. Sie gibt zu, dass Denston die ganze Zeit über in Henton gewesen ist. Sie selbst sei von Lester wegen Denston unter Druck gesetzt worden und habe nur seiner Sicherheit wegen mitgespielt.
Ross, der bei dem Geständnis anwesend ist, klärt Frazer nun über die Hintergründe auf. Danach habe Denston, im Auftrag eines noch nicht identifizierten Mannes, einem bekannten Wissenschaftler eine wichtige Formel für ein neuartiges Metall gestohlen, die sich auf einem Mikrofilm befindet, diesen aber nicht seinem Auftraggeber übergeben. Stattdessen habe er versucht, auf eigene Faust mit zwei verschiedenen osteuropäischen Gruppen zu verhandeln. Darauf ließ Mister X Denston entführen, um ihn zu zwingen, die Formel herauszugeben, und das Geschäft selbst abschließen zu können.
Als Frazer wieder in Henton im Gasthaus bei Norman Gibson ist, erhält er dort einen Anruf von Harry Denston, der ihn gezwungenermaßen zu einer alten Schiffsglocke an der Mole bestellt. Frazer ahnt die Falle, und so gelingt es ihm, den Angreifer Lester zu überwältigen und unschädlich zu machen.
Im Hafen entdeckt Frazer die alte Schaluppe „Anja“, auf der Denston von dem Maler Walters und Dr. Killick festgehalten wird. Als Frazer dort eintrifft, findet er seinen Freund, der sich lautstark bemerkbar macht. Als Killick versucht zu fliehen, werden er und Walters von der anrückenden Polizei verhaftet.
Als Donald Edwards Frazer in seiner Wohnung aufsucht, muss er sehr bald erkennen, dass er enttarnt ist, da sein Halbbruder Dr. Killick bereits alles gestanden hat. Denston hatte seinen Entführern verraten, dass sich der Mikrofilm in der Northstar befindet. Allerdings war dieser nicht in dem Modell, welches Denston schon früher von Edwards bekam, und auch nicht in dem zweiten Modell von Frazer. Frazer zeigt ihm das Bild der Northstar, welches er Edwards geliehen hatte. Hierin befand sich die ganze Zeit über der Mikrofilm. Als Edwards eine Waffe auf Frazer richtet, wird dieser von Caxton, einem Mitarbeiter von Charles Ross, erschossen.
Nachdem der Fall nun abgeschlossen ist und sich Ruth Edwards auf dem Wege der Besserung befindet, bietet Charles Ross Tim Frazer den Dienstposten des ermordeten Arthur Crombie an. Der Gefragte nimmt das Angebot erfreut an.

## Termine der Erstausstrahlung
- 1. Teil: Montag, 14. Januar 1963 um 21:05 Uhr – Länge: 38:00 Minuten
- 2. Teil: Mittwoch, 16. Januar 1963 um 20:20 Uhr – Länge: 33:23 Minuten
- 3. Teil: Freitag, 18. Januar 1963 um 21:00 Uhr – Länge: 32:44 Minuten
- 4. Teil: Montag, 21. Januar 1963 um 21:45 Uhr – Länge: 40:00 Minuten
- 5. Teil: Mittwoch, 23. Januar 1963 um 21:00 Uhr – Länge: 36:52 Minuten
- 6. Teil: Freitag, 25. Januar 1963 um 20:20 Uhr – Länge: 41:41 Minuten

Der Sendebeginn 20:20 Uhr (2. und 6. Teil) resultiert aus der Tatsache, dass die 20-Uhr-Ausgabe der Tagesschau damals noch 20 Minuten lang war.
Der Sechsteiler wurde bereits im April desselben Jahres im Vormittagsprogramm wiederholt, welches aber nur in den Zonenrandgebieten und im Großraum Berlin empfangen werden konnte, da es in erster Linie für die Bürger in der DDR ausgestrahlt wurde.
Er wurde später auch im Ersten, den dritten Fernsehprogrammen, Eins Plus und Eins Festival mehrfach wiederholt.

## Hintergründe
Das Drehbuch hielt sich ziemlich genau an die Romanvorlage. Zu den wenigen Abweichungen gehört, dass Tim Frazer den Gangster Lester im Roman bei dessen Überfall auf ihn tötet, während er im Film lebend aus dem Hafenbecken gerettet wird. Auch kommt es nur im Roman zu einer überraschenden Begegnung zwischen Frazer und Donald Edwards im Gasthaus von Norman Gibson in Henton.
Der Film wurde in sechs Teile unterteilt, die zwischen 33 und 42 Minuten lang waren. Die Folgen 1–5 endeten mit einem Cliffhanger, also einer spannenden oder überraschenden Szene. So fragt Frazer am Ende der 1. Folge ein vor dem Hause der Edwards spielendes Mädchen nach dessen Namen. Die Antwort lautet: „Anja“. Die zweite Episode endet damit, dass der gerade nach Hause gekommene Frazer in seiner Wohnung den sterbenden Arthur Crombie vorfindet, der ihn auf ein Schiffsmodell der Northstar auf seinem Kaminsims aufmerksam macht. Als Frazer und Dr. Killick in den „Three Bells“ miteinander sprechen, erhält der Wirt Gibson ein Telefongespräch für Tim von dessen lang gesuchtem Freund Harry Denston. Mit dieser Szene endet der dritte Teil. Am Ende der 4. Folge identifiziert Tim Frazer Ruth Edwards als Opfer eines schweren Verkehrsunfalls. Als die von Frazer unter Druck gesetzte Helen Baker gesteht, dass Denston sich in Henton befindet, endet der vorletzte Teil.
In einer Nebenrolle trat die Volksschauspielerin Lotti Krekel auf, die man damals vor allem aus den Aufführungen aus dem Millowitsch-Theater und später auch als Sängerin von Karnevalsliedern kannte. Sie spielte die Rolle der Gastwirtstochter Madge Gibson.
Auch der Regisseur Hans Quest übernahm in dem Film selbst eine kleine, aber sehr wichtige Nebenrolle, nämlich die des so lange vermissten Harry Denston. Es war nach Es ist soweit und Das Halstuch seine dritte Regiearbeit bei einem Durbridge-Film.
Wegen des großen Erfolges dieses Mehrteilers entschloss man sich beim WDR, eine weitere Serie um die Person Tim Frazer zu produzieren. Im Mai 1963 begannen die Außenaufnahmen in London und Amsterdam zu Tim Frazer: Der Fall Salinger. Auch hier führte Hans Quest zum vierten und letzten Mal die Regie. Max Eckard und Konrad Georg spielten wieder Tim Frazer und Charles Ross. Die weibliche Hauptrolle verkörperte diesmal Ingrid Ernest. Die Erstausstrahlung fand im Januar 1964 statt.
Ein geplanter dritter Teil, basierend auf dem Roman Tim Frazer gets the message (deutscher Titel Tim Frazer weiß Bescheid), wurde erst 1971, unter dem Titel Das Messer und mit geänderten Rollennamen, ausgestrahlt.
Ein im Jahre 1964 gedrehter österreichischer Spielfilm unter dem Titel Tim Frazer jagt den geheimnisvollen Mister X hat bis auf den Namen des Titelhelden, dargestellt von Adrian Hoven, nichts mit dem von Durbridge erfundenen Charakter zu tun. Das Drehbuch stammte von Anton van Casteren und Ernst Hofbauer, der auch die Regie führte.

## Auswirkungen
Wie schon ein Jahr zuvor bei der Halstuch-Ausstrahlung hielt Francis Durbridge die deutschen Fernsehzuschauer in Atem. Es schien nur noch die eine Frage zu geben: „Wer ist der geheimnisvolle Mister X?“.
Ein Boxkampf zwischen dem beliebten deutschen Schwergewichtsboxer Karl Mildenberger und dem US-Amerikaner Archie McBride wurde von den Veranstaltern vorsorglich vom 25. Januar, dem Sendetermin der letzten Folge, auf den Folgetag verschoben, da man annehmen musste, dass der Kampf im Berliner Sportpalast ohne Publikum hätte stattfinden können. Wie sehr das zutraf, konnte man an der Einschaltquote ablesen: Sie lag an diesem Abend bei 93 %. Bei den ersten fünf Folgen schwankte die Zuschauerbeteiligung zwischen 80 und 89 %.
Das zweite Programm, ein Vorläufer der späteren Dritten Fernsehprogramme, fand an den sechs Sendeabenden kaum Zuschauer; Theater und Kinos blieben leer. Wer damals noch keinen Fernseher hatte, besuchte entsprechend ausgestattete Nachbarn, Freunde oder Verwandte bzw. suchte eine Kneipe mit Fernsehgerät auf.
Der Vorname Tim, der bis dahin im deutschen Sprachraum kaum vorkam, erfreute sich nach der Erstausstrahlung des Sechsteilers größter Beliebtheit bei der Namensgebung für männliche Nachkommen. Ein Grund war die sympathische Ausstrahlung des Hauptdarstellers Max Eckard.

## Weitere Verfilmungen
- 1960: The World of Tim Frazer (Großbritannien) mit Jack Hedley als Frazer